# Katharina Henot
 (mai 2023).
Si vous disposez d'ouvrages ou d'articles de référence ou si vous connaissez des sites web de qualité traitant du thème abordé ici, merci de compléter l'article en donnant les références utiles à sa vérifiabilité et en les liant à la section « Notes et références ».
Katharina Henot, née en 1570 et morte le 19 mai 1627, est une allemande originaire de Cologne. Maitresse de poste, elle a été accusée d'être une sorcière.

## Biographie
Patricienne de Cologne, elle est victime des Procès de sorcières de Westphalie (de). Elle est étranglée puis brûlée à Melaten en 1627. 

## Culture
Elle est jouée par Gaby Dohm dans le film Cautio Criminalis de Hagen Müller-Stahl.